# Delia Fischer (Journalistin)
Delia Fischer (* 1974 oder 1975 in Willendorf in der Wachau) ist eine österreichische Journalistin und Fußballfunktionärin.

## Leben und Wirken
Delia Fischer arbeitete als Sportjournalistin bei Radio Wien, schrieb danach für Täglich Alles und für Die Presse und wechselte dann zur deutschen Sport-Nachrichtenagentur Sport-Informations-Dienst (SID).
Seit 2002 arbeitete sie in Zürich bei der FIFA zunächst für die Marketingabteilung und später für die Medienabteilung. Im September 2013 wurde sie Medienchefin („Head of Media“). 2016 verließ sie die FIFA.